# Cheerleader (sang)
Cheerleader (Felix Jaehn Remix) er en single af den jamaicanske reggaesanger OMI (Omar Samuel Pasley), der opnåede succes i Danmark, såvel som flere andre steder i verden. Det er et remix af OMIs egen tidligere single Cheerleader, lavet af tyskeren Felix Jaehn.

## Hitlister
- "Cheerleader (Felix Jaehn Remix)"

| Hitliste (2014-15)                               | Højeste placering |
| ------------------------------------------------ | ----------------- |
| Australien (ARIA)                                | 1                 |
| Østrig (Ö3 Austria Top 40)                       | 1                 |
| Belgien (Ultratop 50 Flanderen)                  | 1                 |
| Belgien (Ultratop 50 Vallonien)                  | 2                 |
| Canada (Canadian Hot 100)                        | 90                |
| Danmark (Track Top-40)                           | 1                 |
| Finland (Suomen virallinen lista)                | 13                |
| Frankrig (SNEP)                                  | 1                 |
| Tyskland (Official German Charts)                | 1                 |
| Irland (IRMA)                                    | 3                 |
| Italien (FIMI)                                   | 7                 |
| Holland (Dutch Top 40)                           | 1                 |
| Holland (Single Top 100)                         | 1                 |
| New Zealand (RIANZ)                              | 3                 |
| Norge (VG-lista)                                 | 5                 |
| Spanien (PROMUSICAE)                             | 5                 |
| Sverige (Sverigetopplistan)                      | 1                 |
| Schweiz (Schweizer Hitparade)                    | 1                 |
| Storbritannien Singles (Official Charts Company) | 61                |